# Danieł Borimirow
Danieł Borisow Borimirow (ur. 15 stycznia 1970 roku w Widinie), bułgarski piłkarz grający na pozycji środkowego obrońcy lub - na ostatnim etapie kariery - defensywnego pomocnika, a także działacz piłkarski.

## Kariera klubowa
Jest wychowankiem Bdinu Widin. W wieku dwudziestu lat trafił do Lewskiego Sofia, z którym przez kolejne pięć lat zdobył trzy tytuły mistrza oraz trzy Puchary kraju. Był aktywnym stoperem, nierzadko włączającym się w akcje ofensywne: w sezonie 1993–1994 strzelił 15 goli, rok później - 17. Łącznie w tym czasie wystąpił w 123 meczach.
Od 1995 do 2003 roku był zawodnikiem TSV 1860 Monachium, gdzie pod trenerskim okiem głównie Wernera Loranta wyrósł na czołową postać drużyny: w ciągu ośmiu lat spędzonych w TSV opuścił tylko 75 spotkań ligowych, w ostatnim okresie pełnił funkcję kapitana. Największym osiągnięciem z okresu gry w Monachium jest czwarte miejsce w Bundeslidze w sezonie 1999–2000 i udział w Lidze Mistrzów.
Po zakończeniu rundy jesiennej rozgrywek 2003–2004 powrócił do Lewskiego. W zespole prowadzonym od 2004 roku przez Stanomira Stoiłowa piłkarz występował w drugiej linii i wraz z Richardem Eromoigbe tworzył parę defensywnych pomocników. Od rundy wiosennej sezonu 2007–2008, po odejściu Elina Topuzakowa, był kapitanem zespołu. Ostatni mecz w barwach Lewskiego rozegrał w maju 2008 roku.
Następnie, w wieku 38 lat ogłosił zakończenie piłkarskiej kariery.

## Kariera reprezentacyjna
W reprezentacji Bułgarii zadebiutował w 18 lutego 1993 w towarzyskim meczu ze Zjednoczonymi Emiratami Arabskimi (0:1). Jest młodszy o kilka lat od najlepszego pokolenia bułgarskich piłkarzy (urodzonego na początku lat 60. m.in. Christo Stoiczkowa, Emiła Kostadinowa, Krasimira Bałykowa i Jordana Leczkowa), jednak znalazł się w kadrze na Mundial 1994, na którym podopieczni Dimityra Penewa zajęli czwarte miejsce. Obok Canko Cwetanowa 24-letni Borimirow był najmłodszym członkiem ekipy. Zagrał w czterech meczach. Wystąpił również na Euro 1996 (trzy mecze, jako rezerwowy), Mundialu 1998 (trzy mecze, jako rezerwowy) oraz - jako jedyny uczestnik Mundialu 1994 - na Euro 2004 (jeden mecz). Rok później postanowił pożegnać się z kadrą.

## Sukcesy piłkarskie
- mistrzostwo Bułgarii 1993, 1994, 1995, 2006 i 2007, Puchar Bułgarii 1991, 1992, 1994, 2005 i 2007 oraz ćwierćfinał Pucharu UEFA 2006 oraz start w Lidze Mistrzów 2006–2007 z Lewskim Sofia

## Kariera działacza piłkarskiego
Po zakończeniu kariery piłkarskiej został dyrektorem sportowym Lewskiego. Zastąpił na tym stanowisku Nasko Sirakowa. Pracował tylko przez jeden sezon - po zakończeniu udanych rozgrywek 2008–2009 (mistrzostwo Bułgarii) zmienił go Georgi Iwanow.